# Museum im Schlossturm (Diepholz)

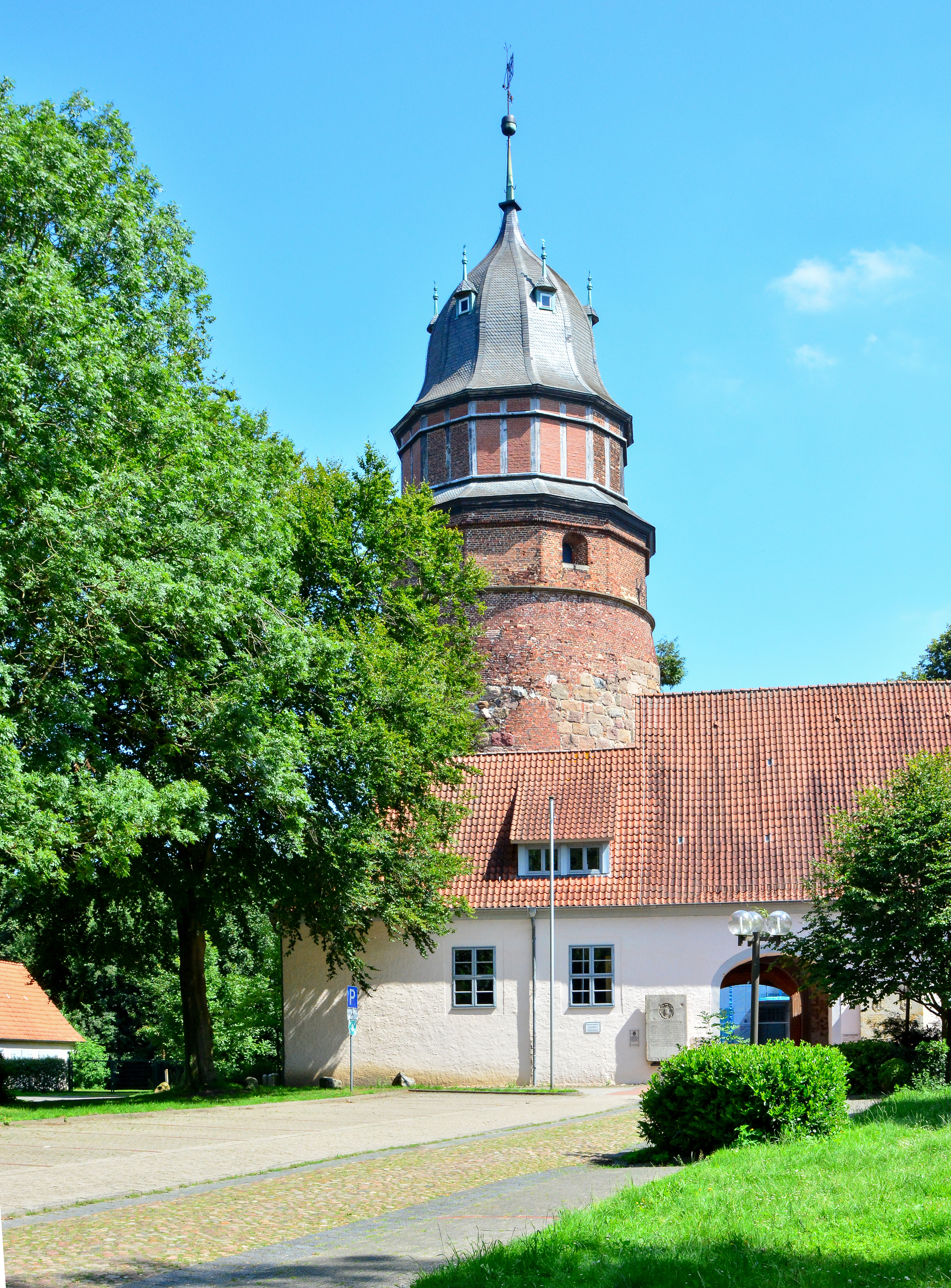
Museumssitz im Schlossturm

Das Museum im Schlossturm ist ein Regionalmuseum in privater Trägerschaft in der Kreisstadt Diepholz (Landkreis Diepholz, Niedersachsen).

## Lage des Museums
Das Museum wurde vom Heimatverein Diepholz e. V. im Turm von Schloss Diepholz eingerichtet. Es befindet sich im obersten Stockwerk, das über 133 Stufen zu erreichen ist. Von dort bietet sich eine Aussichtsmöglichkeit auf die Stadt und ihre Umgebung. Das Museum ist von April bis Oktober jeweils am 1. Samstag im Monat geöffnet.

## Sammlungsumfang
Auf sieben Stockwerken werden Ansichten von Diepholz, Artefakte der Arbeitsgeschichte, wie Werkzeuge und Gerätschaften verschiedener Handwerke, sowie Zunft- und Vereinsfahnen aus dem 19. Jahrhundert gezeigt. Zum Themenkreis Arbeit gehören zudem Exponate zu den Mooren und zum Torfstechen. Einen weiteren Schwerpunkt bildet das Münzwesen. Das Museum bietet zudem Exponate über die Diepholzer Gans, eine offizielle Herdbuchrasse, und die Verwendung ihres Federkleides zu Bett- und Schreibfedern. Zudem bietet das Haus Exponate zur Königlichen Präparandenanstalt und über die Adelsgeschlechter von Diepholz. Ein ungewöhnliches Ausstellungsstück stellt eine Schatztruhe aus dem 17. Jahrhundert dar, die von weiteren Exponaten aus dieser Zeit umrahmt wird.